# Hungry Shark Evolution
Hungry Shark Evolution è il quarto capitolo della saga Hungry Shark, videogioco che vede come protagonisti gli squali. Il videogame è sviluppato dalla Future Game of London e dalla Ubisoft, scaricabile dagli store dei vari smartphone aventi come sistema operativo iOS, Android e Windows Phone. È preceduto da Hungry Shark Trilogy ed è predecessore di Hungry Shark World.

## Modalità di gioco
Il gioco consiste nell'eseguire il maggior numero di punti ad ogni partita raccogliendo oro e gemme (utili all'acquisto di squali e gadget) utilizzando il proprio squalo e divorando il maggior numero di pesci e bagnanti. Il gioco è conosciuto per la sua violenza gratuita mista alla comicità dei soggetti che possono essere mangiati. Lo squalo ha una barra della vita, questa va mantenuta piena divorando tutto quello che si trova in giro, se lo squalo non mangia, perde vita compromettendo la partita del giocatore.

### Squali
Nel gioco sono disponibili ventuno squali da poter controllare (di cui tredici fossili e otto speciali), ognuno diverso per dimensioni, punti vita, fame, profondità raggiungibile, costo e pericolosità:
- Squalo del Reef: il primo squalo del gioco, raggiunge i 4 metri di lunghezza, può raggiungere i 90 metri di profondità (se superata questa profondità lo squalo perderà vita più velocemente), ha 75 punti vita ma un dato della fame molto basso perciò la sua vita scende lentamente quando non mangia, la sua dieta è costituita da pesci più piccoli di lui ed è molto vulnerabile a razze, altri squali e fiocinatori.
- Squalo Mako: lungo 5 metri, ha 110 punti vita e raggiunge i 150 metri di profondità. Molto più forte dello squalo del Reef e con un dato della fame leggermente più alto rispetto a quello dello squalo precedente. Oltre ai pesci che può mangiare già lo squalo del Reef, il Mako aggiunge alla sua dieta anche pesci lanterna e razze. Essendo molto veloce permette di sfuggire a fiocinatori e squali martello. Costa 1.000 monete.
- Squalo Martello: noto per la sua velocità nel mangiare, lo squalo martello raggiunge i 6 metri di lunghezza, ha 150 punti vita e può raggiungere i 200 metri di profondità. Sale di livello più lentamente rispetto al Mako, la sua fame è più alta e la vita scende più velocemente se non mangia ma permette di fare punti più velocemente. Costa 5.000 monete.
- Squalo Tigre: uno degli squali preferiti dagli utenti, è veloce, resistente agli attacchi, può raggiungere i 275 metri di profondità permettendo così di poter mangiare anche pesci abissali e può rimanere a lungo sulla riva delle spiagge per divorare i bagnanti. I suoi 7 metri di lunghezza e i suoi 200 punti vita lo rendono molto temibile. La sua vita scende rapidamente quando non mangia (al doppio della velocità dello squalo martello) ma sale di livello molto velocemente e permette di guadagnare tantissime monete e gemme così da poter sbloccare lo squalo successivo. Costa 15.000 monete.
- Squalo Bianco:  raggiunge i 10 metri di lunghezza e i 300 punti vita. Può nuotare a qualsiasi profondità e mangiare le meduse viola chiaro. Veloce e potente, permette di balzare in spiaggia e divorare i bagnanti muovendosi sulla baita. Lento nella crescita e con un livello di fame molto alto, è rischioso rimanere senza cibo perché la barra della vita cala drasticamente. Costa 35.000 monete.
- Megalodonte: un fossile riportato in vita, il re dei mari, 25 metri di lunghezza e 300 punti vita. Molto più forte dello squalo bianco perché perde la vita velocemente tanto quanto lui ma permette di fare punti bonus, raccogliere molte più gemme e monete e divora qualsiasi cosa: tutte le meduse (anche quelle verdi e viola scuro), mine, mega mine, tranne l'ultra mina (quella grande gialla) e disintegra ogni tipo di peschereccio. Costa 50.000 monete.
- Colosso (Dunkleosteus): una bestia di 30 metri e 325 punti vita. È il secondo degli squali segreti presenti nel gioco, divora altri dunkleosteus, sottomarini e ultra mine con la sua lingua retrattile. Infatti, oltre alla sua bocca enorme è dotato anche di una lingua a sua volta dotata di una bocca che utilizza per raggiungere le prede nascoste tra gli scogli. Può sembrare goffo nei movimenti ma è capace di scatti esplosivi. La sua fame è elevata e , raggiunti i 20 milioni di punti , la velocità con cui essa cala raddoppia rendendo impossibile al Dunkleosteus non mangiare. Raddoppia anche la velocità con cui si raccolgono gemme e monete con questo animale. Costa ben 150.000 monete.
- Mr. Snappy (Mosasauro): con 20 metri di lunghezza e 350 punti vita il Mosasauro è ufficialmente lo squalo più veloce del gioco (anche lui è uno squalo segreto). Alla sua dieta aggiunge altri mosasauri, la sua vita diminuisce con la stessa velocità del Dunkleosteus ma ha più punti vita. Anche se è più piccolo dei fossili visti in precedenza, questo predatore preistorico, grazie alla sua velocità incredibile, crea il terrore dei 7 mari. Costa 250.000 monete.
- Alan, Il Distruttore dei Mondi: più piccolo del Mosasauro (18 metri) ma con 500 punti vita e un morso micidiale. Alan è il quarto squalo segreto, uno squalo alieno. Può divorare tutto e la sua fame è elevatissima ma vista la sua barra della vita, non è un problema lasciarlo per un po' senza cibo. Un mix di agilità e potenza. Costa 350.000 monete.
- Moby Dick: la famosissima balena bianca è entrata in questo gioco, la sua mole massima è di 45 metri, ha 700 punti vita ed è in grado di stordire i nemici con un getto d'acqua proveniente dal suo sfiatatoio, infatti non è uno squalo, bensì una balena, protagonista dell'omonimo romanzo di Herman Melville "Moby Dick". Purtroppo questo gigante possiede una fame veramente elevata ed è molto facile che al primo quarto d'ora di gioco possa morire di fame, a meno di non equipaggiare la balena con il suo Baby,  "Little Dickie" (300 gemme). Costa 400.000 monete.
- Leo (Liopleurodonte): molto più piccolo del Moby Dick(la sua mole infatti é 18 metri) e anche con meno vita(500 punti vita), è comunque uno squalo agile e abbastanza veloce, avente una straordinaria capacitá: sfondare i muri. Rispetto ai precedenti squali, è molto più resistente: molto semplice infatti raggiungere con esso i tre quarti d'ora di gioco. Costa 500.000 monete.
- Nessie (mostro di loch ness): con la stessa mole e gli stessi punti vita del Liopleurodonte, è uno degli squali più veloci del gioco. Riesce a creare dei portali magici i quali gli permettono di spostarsi da un punto all'altro della mappa e in tre quarti d'ora di gioco può arrivare a crearne addirittura 100. Se si crea un portale durante l’el Dorado, si accede temporaneamente ad una zona speciale con molte prede tutte dorate. Costa 500.000 monete.
- Sharkjira (squalo kaiju): Con 25 metri di mole e 650 punti vita, possiede un soffio atomico, che gli permette di cauterizzare tutte le sue prede. Può camminare sulle spiagge per calpestare i bagnanti. Costa 500.000 monete
- Abysshark (Shark From The Depths): è il successore dello squalo Sharkjira, la sua mole è di 15 metri, e i suoi punti vita sono di 700. Possiede due abilità spaventose: fauci vorticose: aprendo la sua grande bocca dentata risucchia tutto quello che gli sta attorno. Controllo mentale: questa abilità gli permette di stordire i nemici e di poterli mangiare. Costa 500.000 monete.
- Kraken: é un calamaro gigante, I suoi tentacoli sono blu con macchie blu più chiare e diventano bianchi quando gli squali nemici sono nelle vicinanze. I suoi occhi sono gialli con pupille verticali molto sottili e nere, le sue abilità sono: Boat Breaking:questa abilità è puramente visiva. Non ha alcuna utilità pratica poiché il Kraken può semplicemente potenziare per rompere le barche come ogni altro squalo dopo lo squalo bianco.

Cambio colore: questa abilità si attiva ogni volta che sei vicino a uno squalo nemico e si disattiva quando ti allontani troppo da esso.
Tentacle Drill: questa abilità si attiva ogni volta che si potenzia, uccidendo tutto ciò che tocchi, inclusi tutti gli squali nemici nel gioco (anche quelli più grandi del Kraken). Può anche uccidere le cose che sono dietro di te se sono abbastanza vicine.
Whips of Chaos: questa abilità si attiva premendo il pulsante nell'angolo in basso a destra. Questa è un'abilità a distanza che si carica velocemente e può uccidere gli squali nemici che sono più forti del Kraken come Tentacle Drill . Se guardi da vicino, noterai che i tentacoli del Kraken si allungano quando usa questa abilità.
Tentacle Saw: questa abilità si attiva durante la corsa all'oro e uccide qualsiasi cosa tocchi il Kraken da qualsiasi lato, compresi i sottomarini
La sua dimensione massima è di 15,5 m
E la sua salute Massima è di 450.
Il suo costo è di 750.000 monete oppure di 900 gemme. 

### Squali speciali
Dopo aver giocato le prime 3 partite, si accede ad un'area speciale in cui è possibile acquistare dieci squali speciali creati in laboratorio, questi squali hanno la caratteristica di salire molto rapidamente di livello ma di non mantenere la crescita. Gli squali in questione sono:
- Elettro Squalo: raggiunge i 7 metri di lunghezza ma il dato sulla vita è sconosciuto, la sua fame è bassa, molto veloce e vagamente somigliante a squali preistorici. Ha il potere di creare onde elettriche con le quali paralizza le prede per divorarle più facilmente e semplificare la raccolta di monete e gemme. Può raggiungere qualsiasi profondità. Costa 25.000 monete o 130 gemme.
- Squalo Artico: simile allo squalo bianco, raggiunge anche lui i 10 metri di lunghezza ma il suo dato della fame è sconosciuto. La sua fame è relativamente alta ma inferiore rispetto a quella del grande bianco. Divora le prede congelandole con il suo alito di ghiaccio. Può raggiungere qualsiasi profondità. Costa 75.000 monete o 200 gemme.
- Robo Squalo: costa 180.000 monete o 300 gemme, raggiunge i 10 metri di lunghezza ed ha un jetpack integrato il che significa che può viaggiare tranquillamente nello spazio. Capace di ingoiare le bombe per poi risputarle utilizzandole come arma. La sua fame scende lentamente, come quella dello squalo martello. Uno degli squali più forti del gioco.
- Squalo sputafuoco: costa 180.000 monete o 300 gemme. Evocato dalle profondità di un vulcano, può sputare fuoco bruciando ciò che incontra (i pesci bruciati una volta mangiati valgono il doppio), può volare e con la caduta di meteore nell'eldorado può colpire gli avversari.
- Natasha il narvalo: costa 180.000 monere o 300 gemme. È l'unico mammifero e personaggio femminile del gioco, Natasha è il narvalo più atletico del mondo. Può usare il suo corno per infilzare le sue vittime e mine e, inoltre, lanciarla come un giavellotto.
- Squalo fantasma: costa 200.000 monete o 300 gemme, è uno squalo molto forte, può attraversare pareti e la sua vita scende molto lentamente, è immune a morsi, mine e a nemici. La sua debolezza è l'eldorado, quando lo squalo diventa vulnerabile.
- Squamaleonte: costa 180.000 monete o 300 gemme. È un ibrido tra uno squalo e un camaleonte, infatti assorbe le abilità dello squalo artico, sputafuoco ed Behemoth(squalo kaiju): questa bestia è forse più grande di Luminite, cammina sulle spiagge a quattro zampe. Possiede un soffio atomico, come l'altra bestia kaiju Sharkjira. Nel mare può creare un portale che attira tutte le prede (anche gli squali più forti).  Quando cammina sulla spiaggia può fare cadere una pioggia di meteore, che spiaccica i bagnanti. Costa 750.000 monete o 900 gemme. Sharknarok: è il più forte di tutti. È un serpente marino rosso con una grossa cresta verde e occhi bianchi. Può svegliare una tempesta di tuoni che stordisce tutte le prede. Durante l'eldorado può evocare asce magiche che fa a pezzi tutte le prede che tocca. Costa 850.000 monete o 900 gemme elettrico.
- Squalo mannaro: costa 180000 monete o 900 gemme. Questo squalo mannaro mutaforma ha velocità, riflessi e sensi incredibili. La sua abilità è: ipervelocità e furia lunare.

### La modalità Eldorado
Nel gioco è presente una barra gialla che si carica quando il giocatore divora oggetti speciali, ovvero pesci e umani coperti d'oro, casse e ampolle. Quando la barra si riempie completamente si attiva la modalità Eldorado, in cui lo squalo è velocissimo e può mangiare qualsiasi cosa (può accadere che uno squalo tigre divori un mosasauro). Ogni cosa che lo squalo mangia gli da monete e a volte gemme. Questa modalità è stata aggiunta dagli sviluppatori per velocizzare la raccolta di risorse utili all'acquisto di squali e gadget.

### Missioni, negozio e baby squali
Nel gioco, trovando le conchiglie sparse per la mappa, è possibile accedere a missioni (diverse per ogni squalo) che permettono di guadagnare monete e sbloccare oggetti nel negozio. Nel negozio possono essere acquistati power up di ogni tipo tra cui i baby squali. I baby squali sono cuccioli di squalo di ogni specie che aiutano i genitori a cacciare, guadagnare punti, gemme e monete, quando si controlla il proprio squalo, il cucciolo perlustra la mappa divorando qualsiasi cosa.

### Prede speciali
Nel gioco è possibile incontrare molte prede speciali. In primis il pesce gemma, che dropperà una gemma al giocatore ogni volta che il pesce verrà mangiato. Ci sono poi i pesci blob, vivono in profondità e sono la migliore fonte di cibo del gioco, un paio di questi riescono a riempire completamente la barra della vita di un megalodonte. Troviamo anche l'uomo squalo, un bagnante estremamente veloce e sfuggente, lo squalo jetpack (mascelle volanti) uno squalo bianco con un jetpack che piomba all'improvviso dal cielo, il re dell'estate ovvero un uomo che cavalca uno squalo bianco, il granchio gigante, un granchio enorme che si trova nel punto più a sinistra della mappa, estremamente pericoloso, identificato come un boss del gioco, i navy seal, piccole foche molto pericolose che si attaccano al corpo dello squalo rallentandolo e impedendogli di mangiare ed infine il pesce misterioso o spigola Kempy , un pesce con la faccia del programmatore, che si trova in una grotta che ricorda vagamente una camera da letto, con tanto di poster e tv. Si trova nel punto più a destra della mappa dove si trovano anche le anguille abissali. 
Dopo averlo mangiato si sposta in altri luoghi come vicino al portale della zona del Titanic.

### Portali
Nel gioco sono presenti anche due portali: uno ti porta dal Titanic, l'altro nelle Hawaii.
Dal Titanic ci si può stare per 2 minuti, ma mangiando un pinguino si aggiungono tre secondi al timer. A Natale, puoi vedere la slitta di Babbo Natale, che ti lancia mine e per sconfiggerlo bisogna salire sulla slitta e mangiarlo. Si possono trovare anche carne e pesce surgelati galleggianti. Una volta usciti dovrete aspettare 12 ore per tornarci, oppure puoi comprare un biglietto con 10 gemme.
Nelle Hawaii ci si può stare per 3 minuti e, mangiando una foca, si aggiungono tre secondi al timer. Soprattutto lì si può trovare Mamma foca, il boss delle Hawaii, per ucciderlo bisogna colpirlo tre volte nel muso. Si possono trovare anche delle bibite galleggianti. Esiste anche un popolo che venera gli squali e ha costruito statue di squalo, e se ci vai vicino le torrette-squalo ti danno una piccola protezione di 3-4 secondi. Una volta usciti dovrete aspettare 2 ore per tornarci.

### Eventi
Hungry shark ha aggiunto al gioco gli eventi, con dei premi (per esempio l'1% riceve 50 gemme, il 10% 20 gemme, il 20% 10 gemme il 50% 5 gemme e il restante 19% 500 monete); gli eventi consistono in missioni speciali che ti potrebbero dare anche premi a edizione limitata.

### Squalignatta
La squalignatta può apparire alla fine di una partita e ti fa guadagnare ancora più monete se la apri dopo la visualizzazione di un video pubblicitario.